# Stanisław Michna
Stanisław Władysław Michna (ur. 1907, zm. 2005 w Glasgow, Wielka Brytania) – polski bakteriolog, doktor nauk weterynaryjnych.

## Życiorys
W 1928 ukończył gimnazjum w Łańcucie, a następnie wyjechał do Lwowa, gdzie studiował w Akademii Medycyny Weterynaryjnej. W 1935 uzyskał stopień lekarza weterynarii. Po II wojnie światowej podjął decyzję o pozostaniu na emigracji w Wielkiej Brytanii, nostryfikował dyplom w Royal (Dick) School of Veterinary Studies w Edynburgu, w listopadzie 1955 otrzymał obywatelstwo brytyjskie. Od 1948 był związany zawodowo z Wydziałem Weterynaryjnym University of Glasgow, w 1962 przedstawił tam pracę pt. "Porcine leptospirosis natural and experimental" i uzyskał stopień doktora filozofii. Następnie pełnił funkcję lecturer in veterinary microbiology w departamencie weterynaryjnej medycyny patologicznej. Był członkiem czynnym miejscowym Polskiego Towarzystwa Naukowego na Obczyźnie oraz Koła Przyrodniczego im. Mikołaja Kopernika, gdzie wygłaszał odczyty popularno-naukowe. Dorobek naukowy obejmuje osiemnaście prac naukowych dotyczących weterynarii.

## Dorobek naukowy
Wykaz najważniejszych publikacji naukowych.
- Pneumococcal infection in calves /1951/;
- Further observations on abortion of the sow due to infection by leptospira canicola /1965/;
- Studies on the development of antibodies in the serum of piglets experimentally infected by leptospira canicola /1965/;
- Canicola fever in man and animals /1966/;
- Animal leptospirosis in the British Isles. A serological survey /1967/;
- Leptospirosis in pigs: epidemiology, microbiology and pathology /1969/;
- The isolation of Leptospira sejroe from the kidneys of aborting cattle /1969/;
- Leptospirosis in wild animals /1970/;
- Leptospirosis /1970/;
- Leptospirosis in British cattle /1971/;
- Leptospirosis /1972/;
- Incidence of antibodies for leptospirosis in dogs in Glasgow, and a comparison of the conventional (Schuffner's) and rapid microscopical agglutination (RMAT) tests /1973/;
- The isolation of Leptospira belonging to the serogroup ballum from the kidneys of a brown rat (Rattus norvegicus) /1974/;
- The isolation of Leptospira hardjo from an aborting cow /1974/;
- Experimental leptospiral abortion in cattle /1974/;
- Bovine leptospirosis: demonstration of leptospires of the Hebdomadis serogroup in aborted fetuses and a premature calf /1976/;
- Bovine leptospirosis: infection by the Hebdomadis serogroup and abortion-A herd study /1976/;
- Bovine leptospirosis: experimental infection of pregnant heifers with a strain belonging to the Hebdomadis serogroup /1977/.